# إدوارد هاريس
إدوارد هاريس (بالإنجليزية: Edward Harris)‏ هو قاضي أمريكي، ولد في 5 مارس 1763 في مقاطعة آيرديل في الولايات المتحدة، وتوفي في 28 مارس 1813.